# Schwimmeisen

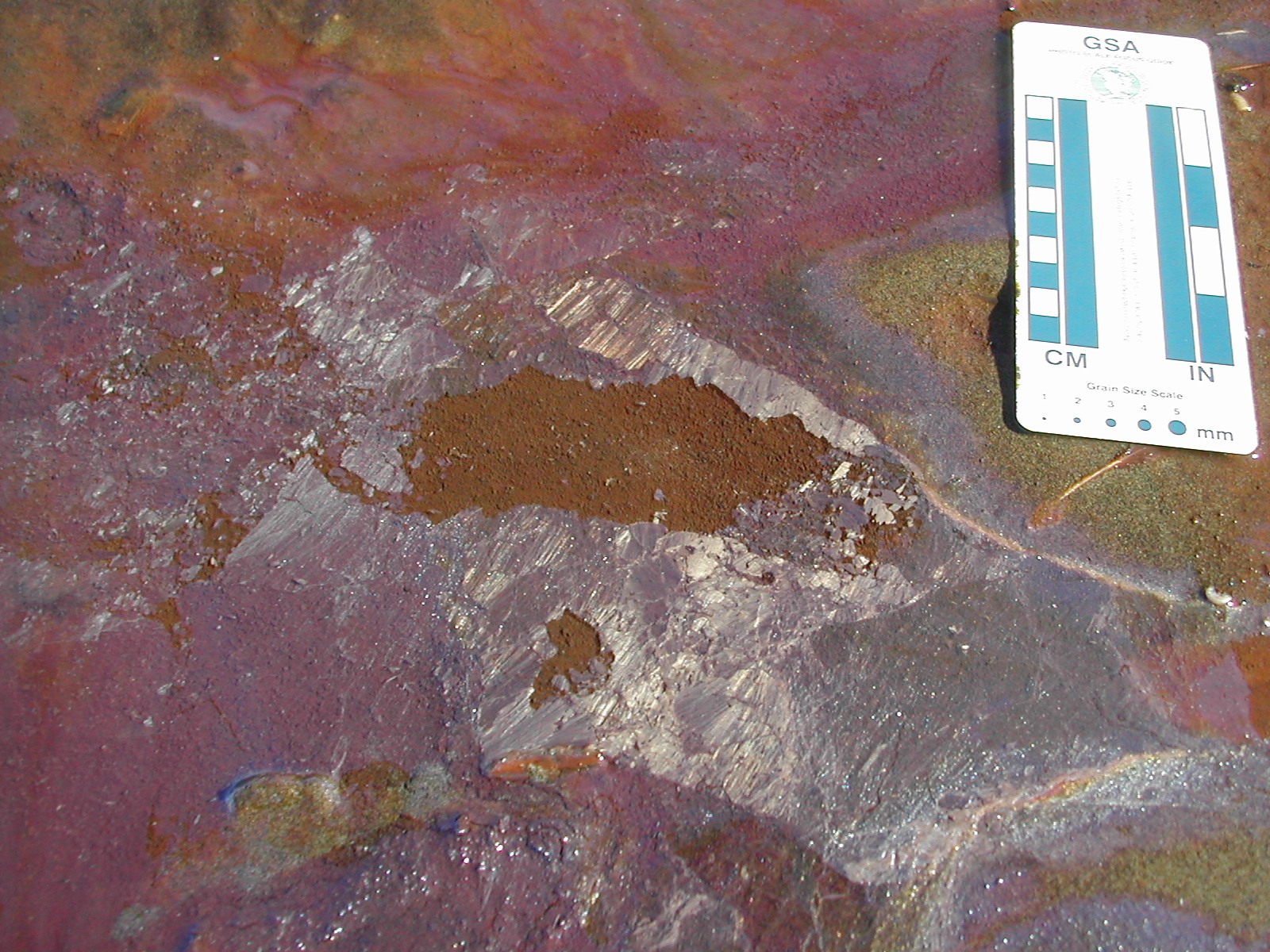
Fotos aus dem Jahr 2003: Zwei Beispiele für Schwimmeisen auf einem Tümpel …

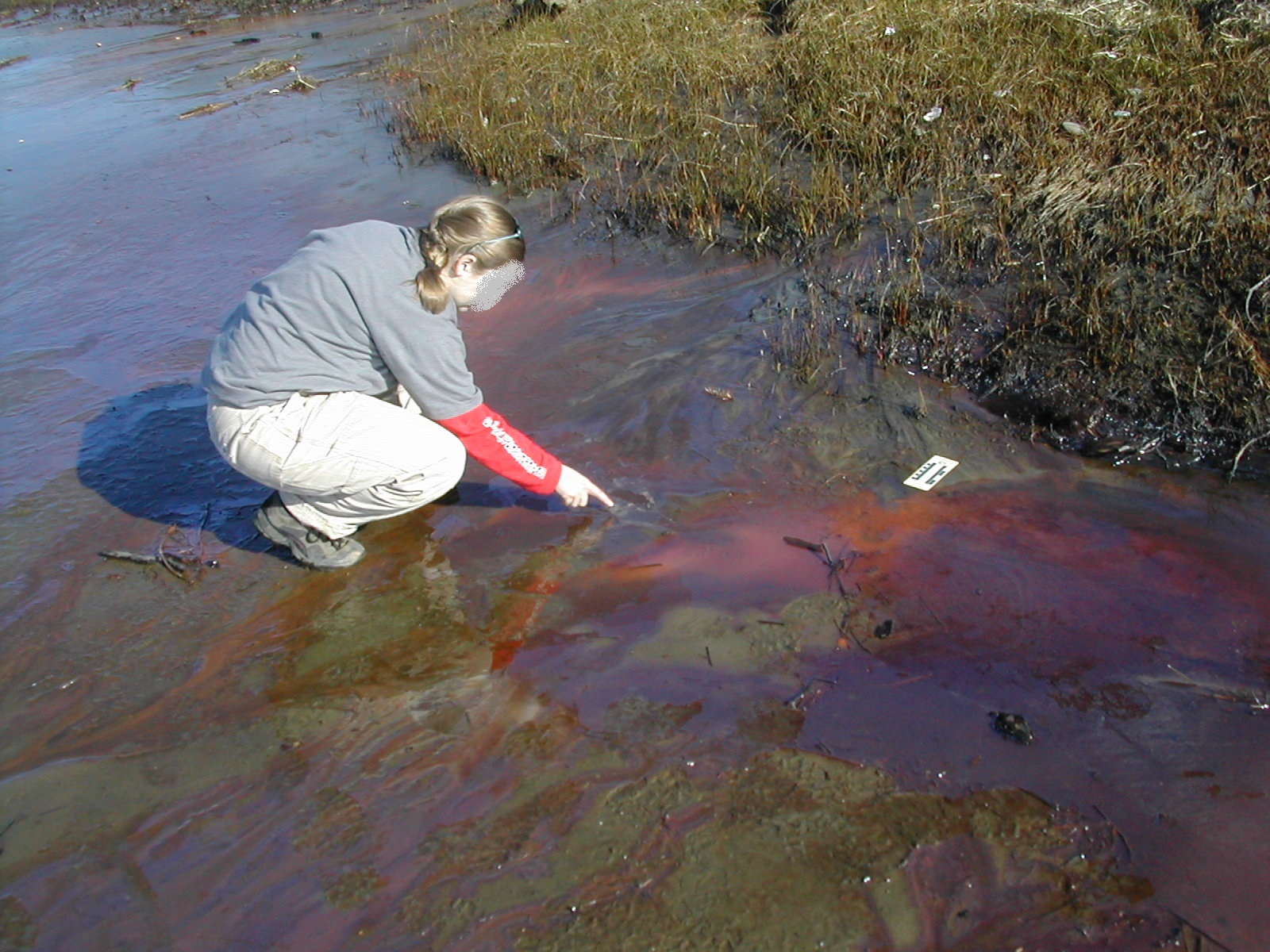
… in der Driftwood Beach State Recreation Site im US-Bundesstaat Oregon.

Als Schwimmeisen bezeichnet man in der Mineralogie und Hydrologie feine Filme oxidierenden Eisens (Elementsymbol Fe) auf der Oberfläche flacher, zumeist lediglich temporärer Stillgewässer. Es kann weltweit in Feuchtgebieten, eisenreichen Sickerstellen und saisonal reduzierten Böden beobachtet werden. Der deutsche Begriff findet auch im fachsprachlich-englischen Kontext Verwendung.
Schwimmeisen entsteht, wenn sich Eisen(II)-oxid aus dem Grundwasser absetzt und an der Wasser-Luft-Grenzfläche zu Eisen(III)-oxid oxidiert. Die daraus resultierende Schicht – auf den ersten Blick leicht mit Öl- oder Biofilmen zu verwechseln – weist eine Mächtigkeit von 100 bis 300 Nanometer auf und hat einen zwischen 5 und 6 variierenden pH-Wert. Die wesentlichen Bestandteile sind die Kationen Eisen und Siliciumdioxid in einem Verhältnis von 3:1 sowie das Hydroxidion (OH−) als hauptsächliches Anion. Auch Halit und Quarz können in Schwimmeisen nachgewiesen werden. In Küstennähe sind darüber hinaus, bedingt durch den Eintrag feiner Gischt-Aerosole, höhere Werte für Chlor und Natrium messbar. Schwimmeisen-Vorkommen sind infolge des fortwährenden Oxidationsvorganges in der Regel gemischtvalent, wobei Fe(II) und Fe(III) in einem Verhältnis zwischen 1:3 und 1:5 stehen.
Analysen mithilfe von Atomemissionsspektrometrie und Ionenaustauschchromatographie weisen für das Wasser von Schwimmeisen tragenden Gewässern reduziertes Eisen in einer durchschnittlichen Konzentration von 9 ppm nach, Siliciumdioxid mit 7 ppm, Natrium mit 60 ppm sowie Chlor mit 85 ppm. Wenn man Schwimmeisen mit einem FTIR-Spektrometer untersucht, deuten die Ergebnisse auf Wasserstoffbrückenbindungen hin, und zudem ergeben sich Peaks ähnlich jenen von Ferrihydrit. Auch die Beugungsergebnisse bei Röntgendiffraktometrie und Transmissionselektronenmikroskopie gleichen denen von 2-Linien-Ferrihydrit sehr – mit Beugungen bei 2,6 sowie 1,5 Å; allerdings verfügt Schwimmeisen teilweise auch über einen zusätzlichen Peak bei 4,5 Å. Tatsächlich wandelt es sich bei weiter fortschreitender Oxidation zu 2-Linien-Ferrihydrit. Wenn die Oxidation komplett ist, sinkt der Film als Flockung zum Grund des Gewässers.
Ähnlich wie Eisen(II)-hydroxid und Eisen(III)-hydroxid („Grüner Rost“) kann auch Schwimmeisen im Labor synthetisiert werden – entweder mit eingeleiteter Luft für Oberflächenoxidation oder mit siebenprozentiger Bestrahlung durch eine UV-B-Lampe über einen Zeitraum von acht bis 600 Stunden für Photooxidation. Wahlweise können Huminsäuren hinzugefügt werden. Die wenigen Eisenfilme, die sich ohne diese organischen Säuren formen, sind unter dem Transmissionselektronenmikroskop kristallin. Jene, die sich nach Beifügung 0,2-prozentiger Huminsäurelösungen entwickeln, erscheinen ähnlich spärlich kristallisiert wie die natürlichen Vorkommen. Viele der künstlichen Filme weisen zudem annähernd gleiche Beugungsscheibchen und Fe(II)/Fe(III)-Verhältnisse wie in der Natur auf.